# St. Dionysius (Trierweiler)

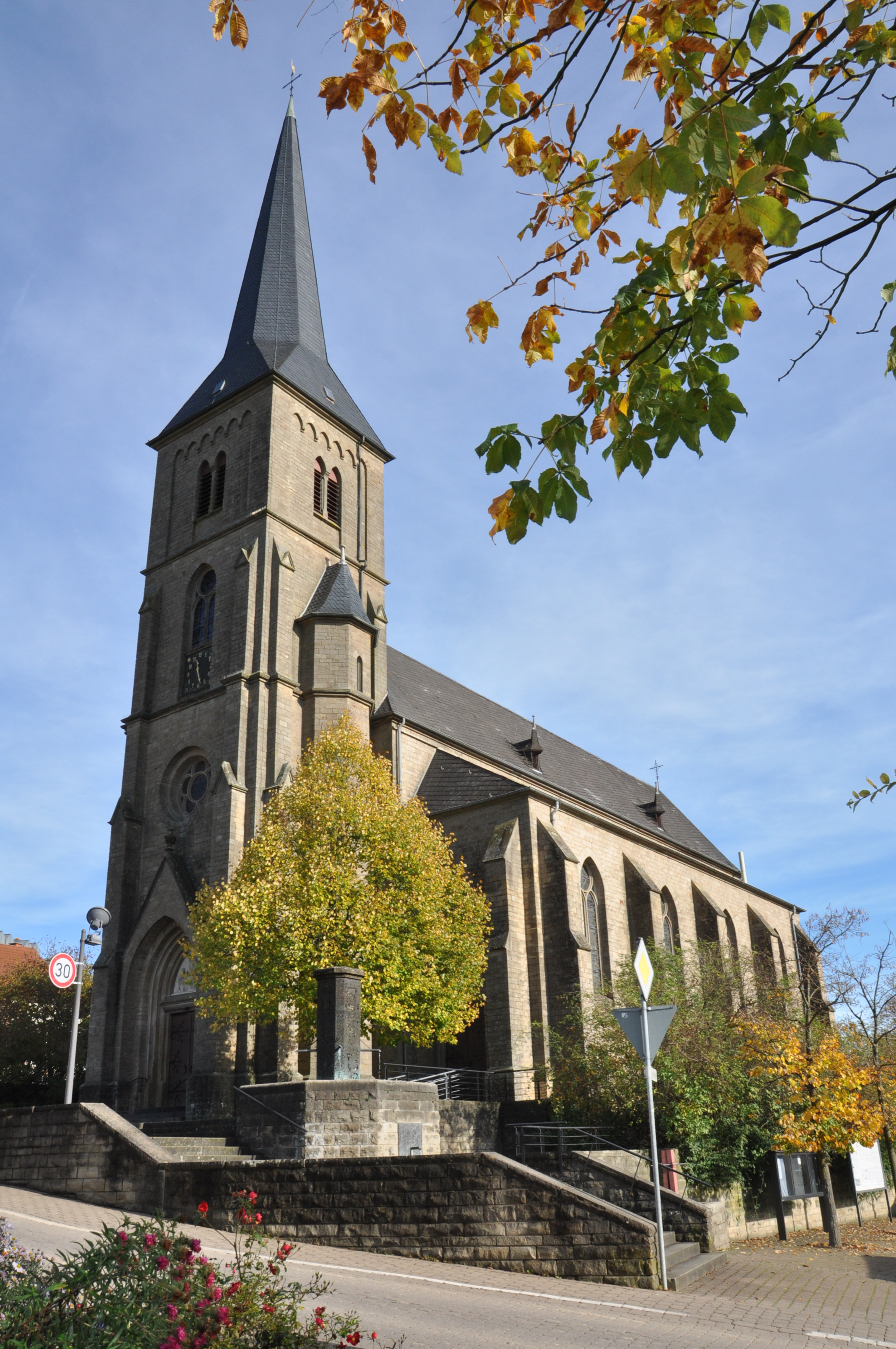
St. Dionysius in Trierweiler

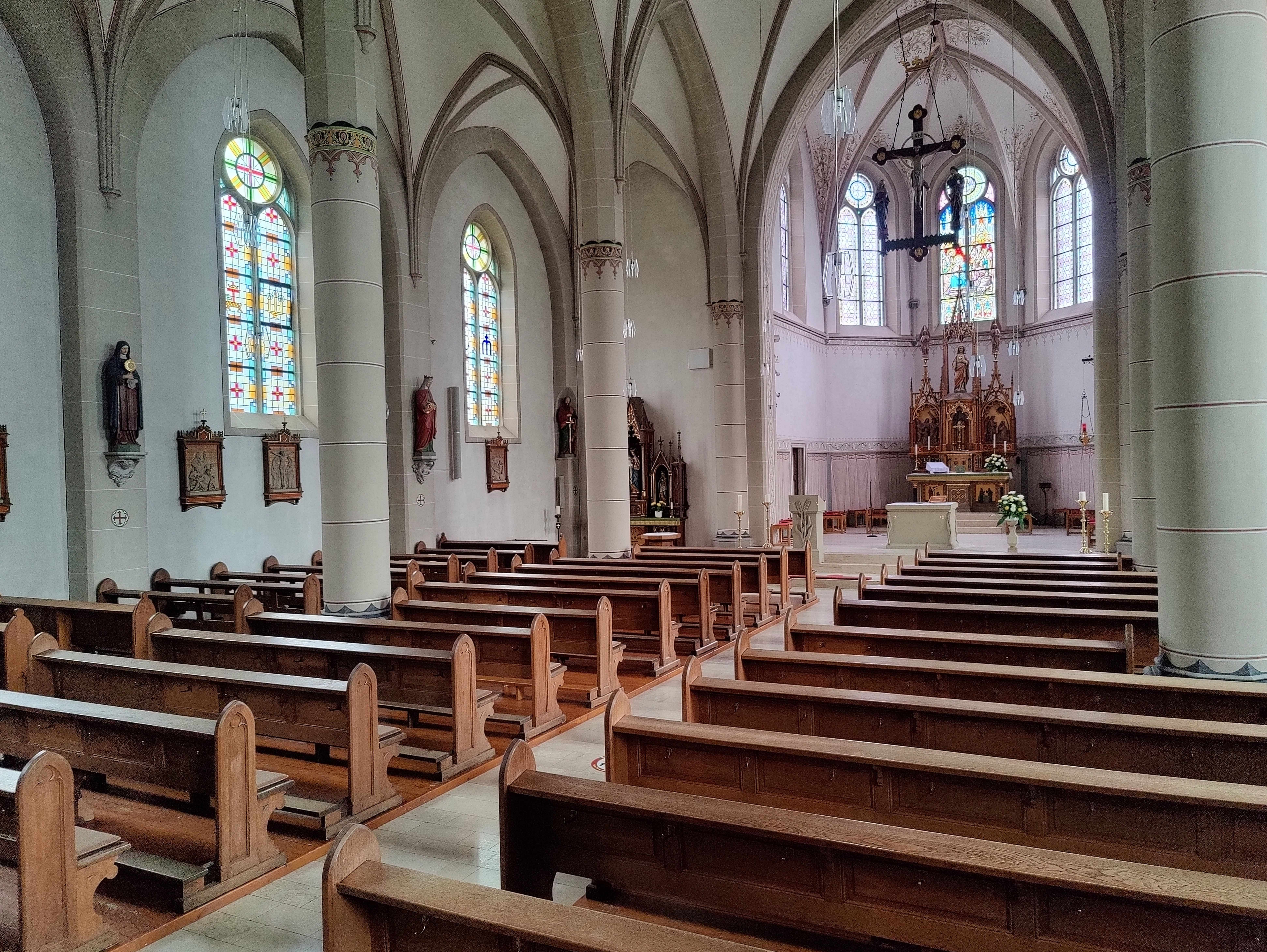
Innenraum, Blick nach Nordost (2022)

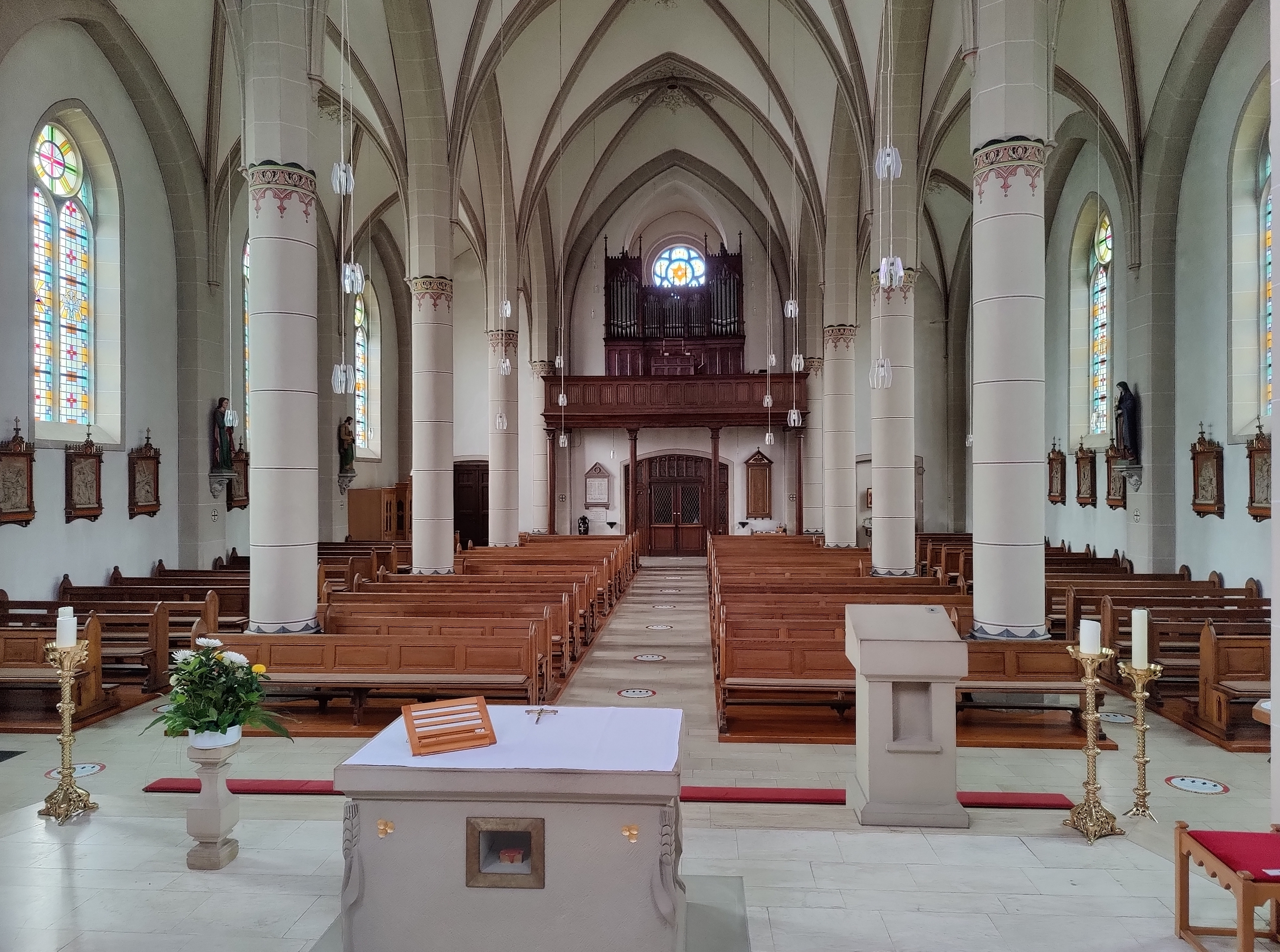
Innenraum, Blick nach Westen

St. Dionysius ist die römisch-katholische Pfarrkirche von Trierweiler im Landkreis Trier-Saarburg in Rheinland-Pfalz. 
Das Bauwerk ist als Baudenkmal in die Liste der Kulturdenkmäler in Trierweiler eingetragen und dem hl. Dionysius von Paris geweiht.

## Geschichte

### Kirchengebäude
Eine Kirche in Trierweiler wird das erste Mal 1202 erwähnt. Von dieser ersten Kirche sind außer dem Flurnamen "in der alt Kirch" keine Spuren mehr vorzufinden. 1772 wurde eine neue, einschiffige, barocke Kirche mit Glockenturm und dreiseitig geschlossenem Chor errichtet. Diese Kirche wurde bis auf das unterste Geschoss des Turmes 1898 abgerissen. In den Jahren 1893 und 1894 wurde an anderer Stelle die heutige Kirche nach Plänen des Architekten Reinhold Wirtz im neugotischen Baustil erbaut und konnte am 15. Oktober 1894 konsekriert werden. Dieses Gotteshaus ist eine dreischiffige Kirche mit Hauptschiff und zwei Seitenschiffen, Glockenturm im Westen und dreiseitig geschlossenem Chor im Osten. Der Innenraum der Kirche wurde 1990–1991 renoviert.

### Pfarre
Zur Pfarrgemeinde Trierweiler gehören noch die Filialgemeinden St. Johannes der Evangelist, Sirzenich und seit 1803 St. Agritius, Udelfangen.

## Ausstattung

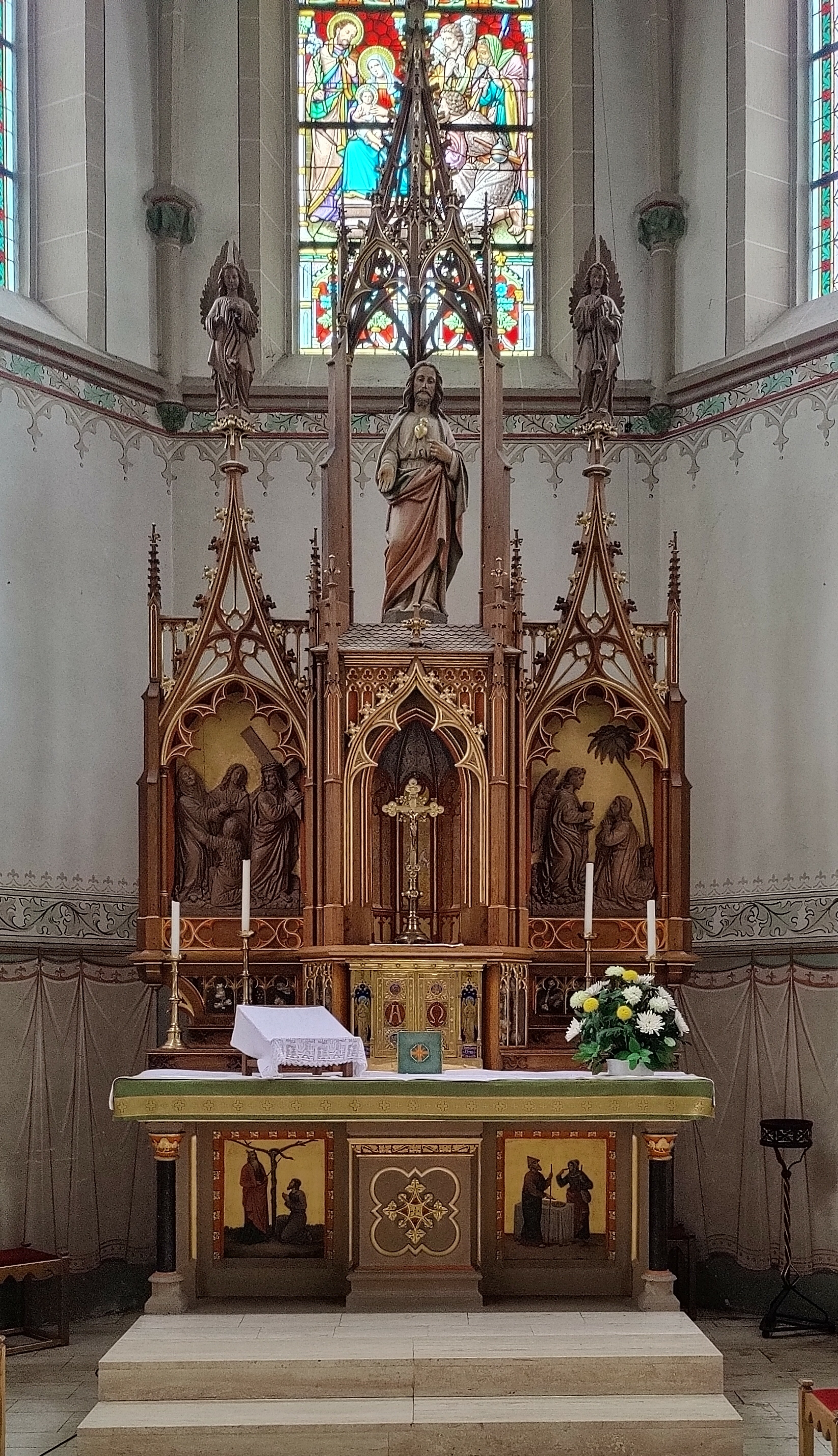
Hochaltar

In der Kirche befinden sich ein neogotischer Hochaltar, zwei neogotische Nebenaltäre und ein Taufbecken von 1897 aus weißem Marmor. Der Zelebrationsaltar und der Ambo wurden 1998 in der Kirche aufgestellt. Die Orgel wurde 1901 von H. Voit & Söhne erbaut. Sie besitzt 15 Register auf zwei Manualen und Pedal. Die Trakturen sind pneumatisch. 2007 erfolgte eine Restaurierung durch Romanus Seifert & Sohn.

## Pfarrer
| seit | Name                      | Pfarrer etc. | bis  |
| ---- | ------------------------- | --- | ---- |
| 1799 | Wilhelm Martin Rosenzweig | Pfarrer | 1815 |
| 1816 | Peter Wagener             | Pfarrer | 1835 |
| 1835 | Johann Haag               | Pfarrer | 1846 |
| 1846 | Johann Baptist Elsen      | Pfarrer | 1857 |
| 1857 | Christian Reuter          | Pfarrer | 1871 |
| 1871 | Franz Joseph Kreckler     | Pfarrer | 1886 |
| 1886 | Joseph Drehen             | Pfarrer | 1902 |
| 1902 | Joseph Caster             | Pfarrer | 1909 |
| 1909 | Karl Adolph               | Pfarrer | 1927 |
| 1927 | Joseph Kratz              | Pfarrer | 1947 |
| 1947 | Julius Windhäuser         | Pfarrer | 1948 |
| 1948 | Wilhelm Kerscht           | Pfarrer | 1965 |
| 1966 | Alfons Paul Melz          | Pfarrer | 1976 |
| 1976 | Josef Rühs                | Pfarrer | 1993 |
| 1993 | Georg Moritz              | Pfarrer | 2000 |
| 2000 | Erich Fuchs               | Pfarrer | 2003 |
| 2003 | Hermann Zangerle          | Pfarrer (zusammen mit Liersberg, Igel, Langsur, Mesenich, Wintersdorf, Ralingen, Edingen)                                   | 2013 |
| 2013 | Markus Nicolay            | Pfarrverwalter, zusammen mit Liersberg, Igel, Langsur, Mesenich, Wintersdorf, Ralingen, Edingen (Domvikar des Trierer Doms) | 2015 |
| 2015 | Franz-Josef Leinen        | Pfarrer (zusammen mit Liersberg, Igel, Langsur, Mesenich, Wintersdorf, Ralingen, Edingen)                                   |      |